# Helle Jespersen
Helle Møller Jespersen (født 12. februar 1968) er en dansk sejlsportskvinde med mange internationale resultater, herunder 5 verdensmesterskaber og OL-bronze ved OL i Athen 2004.